# Le Tilleul-Othon
Le Tilleul-Othon is een plaats en voormalige gemeente in het Franse departement Eure in de regio Normandië en telt 280 inwoners (1999). De plaats maakt deel uit van het arrondissement Bernay.

## Geschiedenis
De gemeente maakte deel uit van het kanton Beaumont-le-Roger tot dat op 22 maart 2015 werd opgeheven en Le Tilleul-Othons werd overgeheveld naar het kanton Brionne. Op 1 januari 2018 fuseerde Le Tilleul-Othons met Goupillières tot de commune nouvelle Goupil-Othon.

## Geografie
De oppervlakte van Le Tilleul-Othon bedraagt 4,7 km², de bevolkingsdichtheid is 59,6 inwoners per km².
De onderstaande kaart toont de ligging van Le Tilleul-Othon met de belangrijkste infrastructuur en aangrenzende gemeenten.

## Demografie
Onderstaande figuur toont het verloop van het inwonertal (bron: INSEE-tellingen).